# Liste des présidents de La Rioja
Cet article dresse la liste des titulaires du poste de président de La Rioja depuis l'approbation de la loi organique du 9 juin 1982 établissant le statut d'autonomie de la communauté autonome, jusqu'à aujourd'hui.

## Liste
| Président | Président                | Dates                                                         | Parti    | Remarque                                                                             |
| --------- | ------------------------ | ------------------------------------------------------------- | -------- | ------------------------------------------------------------------------------------ |
|           | José María de Miguel     | 3 juin 1983 - 29 juillet 1987 (4 ans, 1 mois et 26 jours)     | PSR-PSOE | Seul socialiste avec une majorité absolue Ne se représente pas à l'issue du mandat   |
|           | Joaquín Espert           | 29 juillet 1987 - 10 janvier 1990 (2 ans, 5 mois et 12 jours) | AP       | Minoritaire entre 1987 et 1989 Renversé par une motion de censure Record de brièveté |
|           | José Ignacio Pérez Sáenz | 10 janvier 1990 - 6 juillet 1995 (5 ans, 5 mois et 26 jours)  | PSR-PSOE | Premier président reconduit Coalition avec le Parti riojain                          |
|           | Pedro Sanz               | 6 juillet 1995 – 7 juillet 2015 (20 ans et 1 jour)            | PPLR     | Record de longévité Doyen des présidents régionaux (2014)                            |
|           | José Ignacio Ceniceros   | 7 juillet 2015 – 29 août 2019 (4 ans, 1 mois et 22 jours)     | PPLR     | Minoritaire                                                                          |
|           | Concha Andreu            | 29 août 2019 - 29 juin 2023 (3 ans et 10 mois)                | PSOE-LR  | Première femme titulaire du poste Coalition minoritaire avec Podemos                 |
|           | Gonzalo Capellán         | Depuis le 29 juin 2023 (1 an, 8 mois et 19 jours)             | PPLR     |                                                                                      |